# Harmanus Peek
Harmanus Peek (* 24. Juni 1782 in Albany, New York; † 27. September 1838 in Schenectady, New York) war ein US-amerikanischer Jurist und Politiker. Zwischen 1819 und 1821 vertrat er den Bundesstaat New York im US-Repräsentantenhaus.

## Werdegang
Harmanus Peek wurde während des Unabhängigkeitskrieges in Albany geboren und wuchs dort auf. Er schloss seine Vorstudien ab und graduierte 1804 am Union College in Schenectady. Danach studierte er Jura. Nach dem Erhalt seiner Zulassung als Anwalt begann er in Schenectady zu praktizieren. Er saß in den Jahren 1816 und 1817 in der New York State Assembly.
Als Gegner einer zu starken Zentralregierung schloss er sich in jener Zeit der von Thomas Jefferson gegründeten Demokratisch-Republikanischen Partei an. Bei den Kongresswahlen des Jahres 1818 für den 16. Kongress wurde er im 13. Wahlbezirk von New York in das US-Repräsentantenhaus in Washington, D.C. gewählt, wo er am 4. März 1819 als die Nachfolge von Thomas Lawyer antrat. Da er auf eine erneute Kandidatur im Jahr 1820 verzichtete, schied er nach dem 3. März 1821 aus dem Kongress aus. Als Kongressabgeordneter hatte er den Vorsitz über das Committee on Expenditures im Department of State.
Er verstarb am 27. September 1838 in Schenectady und wurde dann auf dem Dutch Church Cemetery beigesetzt. Seine sterblichen Überreste wurden später auf den Vale Cemetery umgebettet.